# 台中市公車60路
台中市公車60路行駛自坪頂至大智公園（立德東街），由台中客運營運。本路線大部分行駛於臺灣大道、大墩路、復興路、大智路。

## 歷史
- 2004年3月1日：通車，為臺中市第二期高潛力公車路線之一。
- 2013年7月1日：延駛至坪頂。[1]
- 2014年11月1日：增設「仁和大智路口」。[2]
- 2017年3月1日：調整發車時刻。[3]
- 2017年12月1日：「大智公園」更名為「大智公園（立德東街）」。[4]
- 2018年5月1日：增設「美村建國南路口」。[5]
- 2019年1月1日：「臺中火車站（東站）」更名為「臺中車站（復興路）」。
- 2019年12月20日：調整部分班次發車時刻[6]。
- 2020年11月19日：「文化創意園區」更名為「文化部文化資產園區」。
- 2021年2月1日：取消停靠「新時代購物中心」(往復興路方向)。
- 2022年8月1日：將「大智建成路口」更名為「大智市場(大智路)」。[7]
- 2022年12月1日：「老虎城」更名為「老虎城（市政北六路）」。
- 2023年5月1日：「仁和大智路口」更名為「大智公園(仁和路)」；往大智公園(立德東街)方向取消站位。
- 2024年3月11日：調整發車時刻。[8]

## 路線基本資料
全程行車里數約17.6公里，全程行車時間約45-50分鐘。往大智公園（立德東街）共56站，往坪頂共55站。
自坪頂起，沿西屯區臺灣大道五、四、三段、河南路三段、市政北六路、惠來路一段、大業路、大墩路、南屯區大墩南路、永春東路、南屯路一段、南區美村路二段、復興路二、三段、東區復興路四段、大智路、仁和路、立德東街到大智公園（立德東街）。

### 時刻表
- 時刻表僅供參考，請以台中客運網站公告為準。時刻表更新時間為2025年2月11日。

| 台中市公車60路時刻列表                     | 台中市公車60路時刻列表                     |
| ------------------------------------------ | ------------------------------------------ |
| 坪頂發車                                   | 大智公園（立德東街）發車                   |
| 平／假日 06:20、08:50、11:05、14:30、16:55 | 平／假日 07:25、09:55、12:05、15:35、18:25 |

### 收費
- 一般市區公車（1～999、綠1～綠4）：依里程計費，收費費率為［2.431×搭乘里程數×（1+5%營業稅）］元。
  - 於基本里程8公里內票價為全票20元、半票11元。
  - 兒童、老人、身心障礙者及其陪伴者依規定半票收費，半票收費費率為原收費費率的一半。
  - 市民限定交通卡：前10公里免費，超過10公里部分票價比照收費費率，且上限為10元。
- 小黃公車（黃1～黃25）：免費。
- 幸福公車（梨山1）：票價比照臺中市計程車收費費率，持電子票證刷卡全程免費。
- 市民小巴（市民小巴1～市民小巴4）：票價比照一般市區公車收費費率，持電子票證刷卡全程免費。

### 停站
- 參見右側站牌路線圖，綠色路段表示行駛優化公車專用道。